# Jaak Leimann
Jaak Leimann (* 1. März 1941 in  Võru) ist ein estnischer Wirtschaftsexperte und ehemaliger Politiker. Er war insgesamt drei Mal Wirtschaftsminister der Republik Estland.

## Wirtschaft und Politik
Jaak Leimann wurde in Võru im Südosten Estlands geboren. Bis 1959 besuchte er dort die Schule. Von 1959 bis 1961 war er als Arbeiter in der Fabrik Volta in Tallinn beschäftigt, bevor er ein Studium aufnahm.
1964 schloss Leimann sein Studium als Wirtschaftsingenieur am Polytechnischen Institut in Tallinn (heute Technische Universität Tallinn) ab. Von 1965 bis 1968 war er als Ingenieur in Võru tätig. Von 1971 bis 1979 war Leimann wissenschaftlicher Mitarbeiter am Lehrstuhl für Industrieleitung und -planung am Polytechnischen Institut in Tallinn. Weiterführende Studien führten ihn nach Helsinki (1975/76) und Nowosibirsk (1982). Von 1979 bis 1987 war er Wissenschaftsdirektor bei einem Institut des Ministeriums für Leichtindustrie der Estnischen SSR. Von 1987 bis 1990 leitete Leimann ein Institut für Führungskräfte in der Wirtschaft. Weitere wissenschaftliche Aufenthalte führten ihn 1992 an die Bentley University und 2003 an die Technische Universität Helsinki (heute Aalto-Universität).
Mit der Loslösung Estlands von der Sowjetunion Ende der 1980er Jahre, der Wiedererlangung der estnischen Unabhängigkeit Anfang der 1990er Jahre, der Umstellung von der sozialistischen Planwirtschaft auf eine freie Marktwirtschaft und der Privatisierung der ehemals kommunistischen Staatsunternehmen wurde Leimman auch politisch aktiv. Vom 11. April 1990 bis zum 29. Januar 1992 war der zunächst parteilose Leimann estnischer Wirtschaftsminister in der Regierung von Ministerpräsident Edgar Savisaar. Er trat dann der liberalen Estnischen Koalitionspartei (Eesti Koonderakond) bei.
Von 1993 bis 1996 leitete Leimann sein eigenes Consultingunternehmen. Das Amt des Wirtschaftsministers hatte Leimann erneut vom 2. Dezember 1996 bis zum 17. März 1997 in der Koalitionsregierung von Ministerpräsident Tiit Vähi und anschließend vom 17. März 1997 bis zum 25. März 1999 in der Regierung von Ministerpräsident Mart Siimann inne.
Ab 1999 war Leimann als Wirtschaftsprofessor an der Wirtschaftswissenschaftlichen Fakultät der Technischen Universität Tallinn aktiv. Er emeritierte 2008. Jaak Leimann hat über fünfzig wissenschaftliche Publikationen veröffentlicht. Die meisten beschäftigen sich mit Fragen der Führung von Wirtschaftsorganisationen.